# Paramarphysa orientalis
Paramarphysa orientalis är en ringmaskart som beskrevs av Willey 1905. Paramarphysa orientalis ingår i släktet Paramarphysa och familjen Eunicidae. Inga underarter finns listade i Catalogue of Life.